# Deutsches Rotes Kreuz Landesverband Schleswig-Holstein

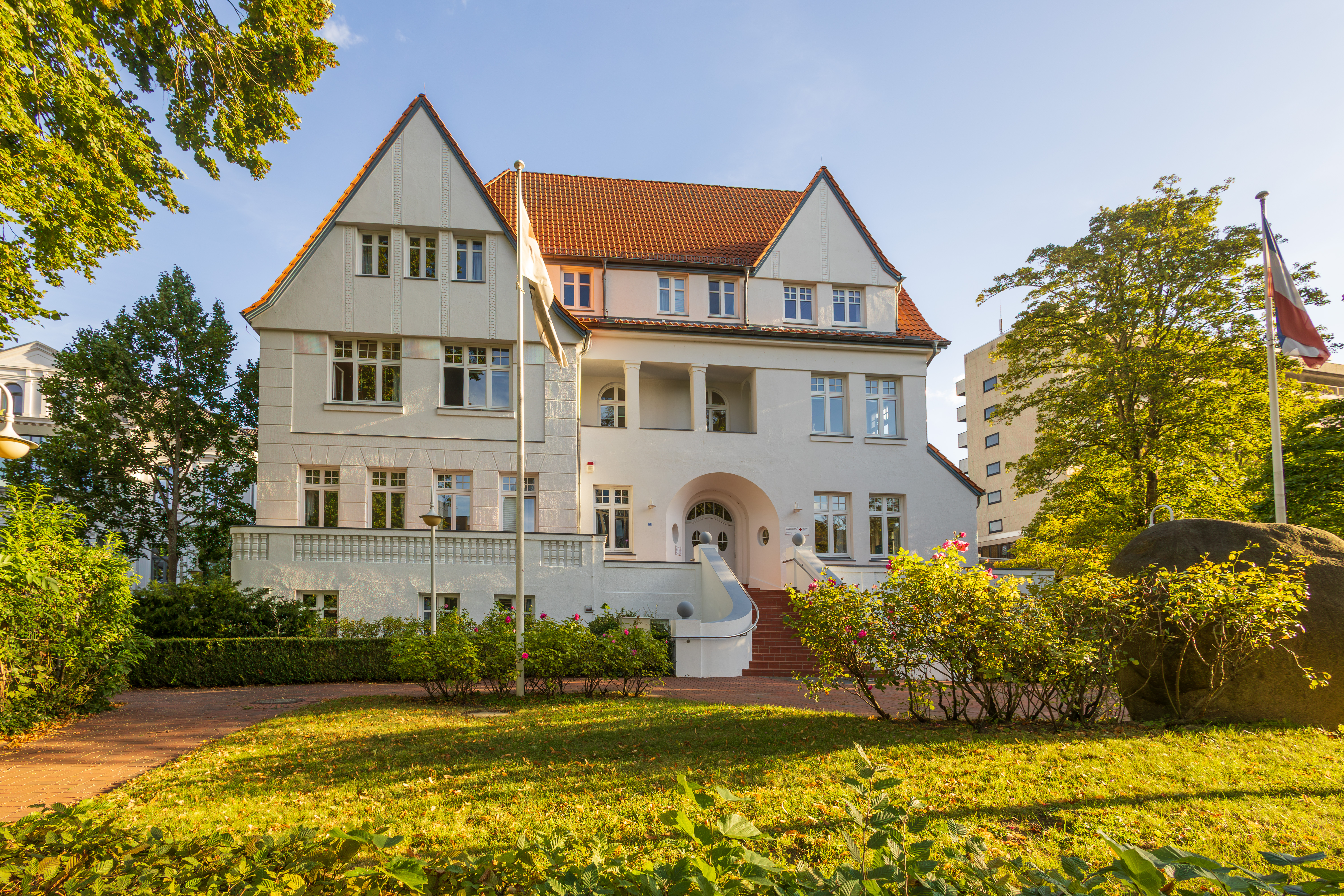
Die Geschäftsstelle des DRK-Landesverband Schleswig-Holstein in Kiel

Der Deutsches Rotes Kreuz Landesverband Schleswig-Holstein e.V. ist einer von 19 Landesverbänden des Deutschen Roten Kreuzes (DRK) mit Sitz in Kiel. Er hat mehr als 65.000 Mitglieder. Amtierender Präsident ist Torsten Geerdts, der Vorstand besteht aus den zwei Vorstandsmitgliedern Anette Langner und Ralph Schmieder.

## Geschichte
Am 5. Dezember 1945 lud der Stadtmedizinrat Franz Klose Frauen und Männer des Roten Kreuzes in den Bunker des Städtischen Krankenhauses Kiel mit dem Ziel der Neugründung des DRK-Landesverbandes ein. Der Vorschlag von Ministerpräsident Theodor Steltzer als Vorsitzenden wurde von der Militärregierung bestätigt.
In Rendsburg fand am 9. September 1947 mit 37 Vertretern der Kreisverbände die Gründungsversammlung statt. Zum Präsidenten wurde Max Emcke bestimmt.

### Präsidenten des DRK-Landesverbandes
| Zeitraum    | Präsident              |
| ----------- | ---------------------- |
| 1945 – 1947 | Theodor Steltzer       |
| 1947 – 1950 | Max Emcke              |
| 1950 – 1970 | Wilhelm von Starck     |
| 1970 – 1991 | Hartwig Schlegelberger |
| 1991 – 2001 | Karl Eduard Clausen    |
| 2001 – 2004 | Georg Fiedler          |
| 2004 – 2007 | Helmut Lechlein        |
| 2007 – 2016 | Henning Kramer         |
| 2016 – 2022 | Georg Gorrissen        |
| seit 2022   | Torsten Geerdts        |

## Organisation
Der DRK-Landesverband Schleswig-Holstein ist ein eingetragener Verein in der zweiten Ebene der Organisationsstruktur. Das Kennzeichen des Verbandes ist das völkerrechtlich anerkannte Rote Kreuz auf weißem Grund. Das Recht zur Führung wird durch den Bundesverband vermittelt.

### Mitgliedsverbände
Das Gebiet des DRK-Landesverbands Schleswig-Holstein ist das des Bundeslands Schleswig-Holstein. Er besteht aus 15 Kreisverbänden und 392 Ortsvereinen.
Die Kreisverbände sind:
- Dithmarschen e.V.
- Herzogtum Lauenburg e.V.
- Kiel e.V.
- Lübeck e.V.
- Neumünster e.V.
- Nordfriesland e.V.
- Ostholstein e.V.
- Pinneberg e.V.
- Plöner-Land e.V.
- Rendsburg-Eckernförde e.V.
- Schleswig-Flensburg e.V.
- Segeberg e.V.
- Steinburg e.V.
- Stormarn e.V.

### Einrichtungen und Beteiligungen
Der DRK-Landesverband Schleswig-Holstein betreibt:
- DRK-Senioren- und Pflegezentrum Lübeck (100 %)
- DRK-Nordsee-Reha-Klinik Goldene Schlüssel St. Peter-Ording (100 %)
- DRK-Krankenhaus Mölln-Ratzeburg (60 %)

darüber hinaus ist der DRK-Landesverband Schleswig-Holstein beteiligt an:
- DRK-Kinder- und Jugendhilfe Nord gGmbH (46,15 %)
- DRK-Rettungsdienstschule gGmbH (16,05 %)
- Henrys Innovationen GmbH - (33,30 %)

Der DRK-Landesverband Schleswig-Holstein ist, nach Einbringung ihres DRK-Blutspendedienst Nord - Ost gemeinnützige GmbH als Tochtergesellschaft, mit 2,47 % Gesellschafter des DRK -Blutspendedienst Baden-Württemberg-Hessen gemeinnützige GmbH. Der Blutspendedienst im Gebiet des Landesverbands wird weiterhin vom Blutspendedienst Nord-Ost wahrgenommen.

### Mitgliedschaften
Der DRK-Landesverband Schleswig-Holstein ist Gründungsmitglied des Bundesverbands vom Deutschen Roten Kreuzes, und Mitglied bei:
- Landes-Arbeitsgemeinschaft der freien Wohlfahrtsverbände Schleswig-Holstein e.V.[9]
- LandesFrauenRat Schleswig-Holstein e.V.[10]
- Landesjugendring Schleswig-Holstein e.V.[11]

## Aufgaben
Der DRK-Landesverband Schleswig-Holstein nimmt als freiwillige Hilfsgesellschaft für die deutschen Behörden im humanitären Bereich die Aufgaben wahr, die sich aus den Genfer Abkommen von 1949, ihren Zusatzprotokollen und dem DRK-Gesetz ergeben.
Die Aufgaben sind:
- Hilfe für die Opfer von bewaffneten Konflikten, Naturkatastrophen und anderen Notsituationen,
- Verhütung und Linderung menschlicher Leiden, die sich aus Krankheit, Verletzung, Behinderung oder Benachteiligung ergeben,
- Förderung der Gesundheit, der Wohlfahrt und der Bildung,
- Förderung der Arbeit mit Kindern und Jugendlichen,
- Förderung der Entwicklung nationaler Rotkreuz- und Rothalbmond-Gesellschaften im Rahmen der Satzungen und Statuten der Rotkreuz- und Rothalbmondbewegung,
- Förderung der Tätigkeit und Zusammenarbeit seiner Mitgliedsverbände,
- Verantwortung für die Spende von Blut und Blutbestandteilen zur Versorgung der Bevölkerung mit Blutprodukten,
- Suchdienst und Familienzusammenführung,
- Förderung der Rettung aus Lebensgefahr (u. a. Bergrettung, Wasserrettung) einschließlich der dazugehörigen Aktivitäten, wie Rettungsschwimmen sowie die Durchführung rettungssportlicher Übungen und Wettbewerbe.